# Sony Ericsson Xperia Play
Le Sony Ericsson Xperia Play surnommé PlayStation Phone est un appareil hybride entre téléphone mobile et console de jeux portable par Sony et utilisant Android.
Il est assemblé par Sony Ericsson, la filiale téléphonie mobile de Sony, l'entreprise détentrice de la marque PlayStation.

## Développement
Alors que les jeux sur smartphone commercialisés via les magasins en ligne App Store (pour iOS) et Google Play (pour Android) connaissent un succès grandissant; que les ventes de jeux PlayStation Portable sont en déclin en occident; l’Xperia Play, et les services en ligne qu’il met en œuvre (PlayStation Suite), sont une tentative de Sony, pour non seulement attaquer un marché détenu majoritairement par Apple, en proposant un smartphone adapté aux jeux, mais aussi de capitaliser sur l'immense catalogue de jeux PlayStation, jusque-là uniquement exploité par les consoles de la marque Japonaise.
Sony avait d’ailleurs tenté de recoller dans le domaine du dématérialisé en créant une console lisant uniquement des jeux à télécharger sur le PlayStation Store, la PSP Go, mais n'a pas eu le succès escompté.
En novembre 2010, le directeur marketing France de Sony Ericsson, David Mignot, a déclaré que l'entreprise allait être leader sur le segment du multimédia en 2011, renforçant l'idée d'un PlayStation Phone.
Il a eu comme nom de code Sony Ericsson Z1 ou Sony Ericsson Zeus.

## Description

### Premières informations[5]
Le 27 octobre 2010, après de nombreuses rumeurs, le site Engadget fournit des photographies d'un appareil qui serait en sa disposition. Mais actuellement aucune source sérieuse n'a pu vérifier ces informations.
Le site fait état d'un téléphone portable fonctionnant sous le système d'exploitation Android, dans la version Gingerbread, qui devrait arriver en fin d'année 2010.
Il posséderait une puce Qualcomm de 1 GHz et son écran mesurerait environ 4 pouces. Celui-ci devrait être multi-touch, et il glisserait, laissant apparaître non pas un clavier Azerty mais des touches directionnelles à la gauche, les touches carré, triangle, rond et croix à droite, mais aussi touchpad au milieu.
Le port microSD remplacerait le Memory Stick.
Mais les images sont contradictoires, et une photographie montrant l'interface fait état de touches A et B, alors que la PlayStation n'a jamais considéré de telles touches, et que l'inspection de l'appareil ne fait pas état de ces boutons.
Le 26 janvier 2011, Engadget propose une preview de l'Xperia Play. On y découvre un smartphone doté d'un processeur Qualcomm MSM8655 (1 GHz) et d'une partie graphique Adreno 205. Des spécifications relativement comparables à celles d'un Androidphone haut-gamme. Le téléphone possède aussi un clavier coulissant laissant apparaître les touches et boutons propres à la marque PlayStation. L'ensemble fait fortement penser à la PSP Go. L'Xperia Play devrait utiliser le service multiplateforme PlayStation Suite afin de proposer des jeux PSone et PSP sur Android, annoncé par Sony lors d'un événement organisé à Tokyo le 27 janvier.

### Présentation officielle

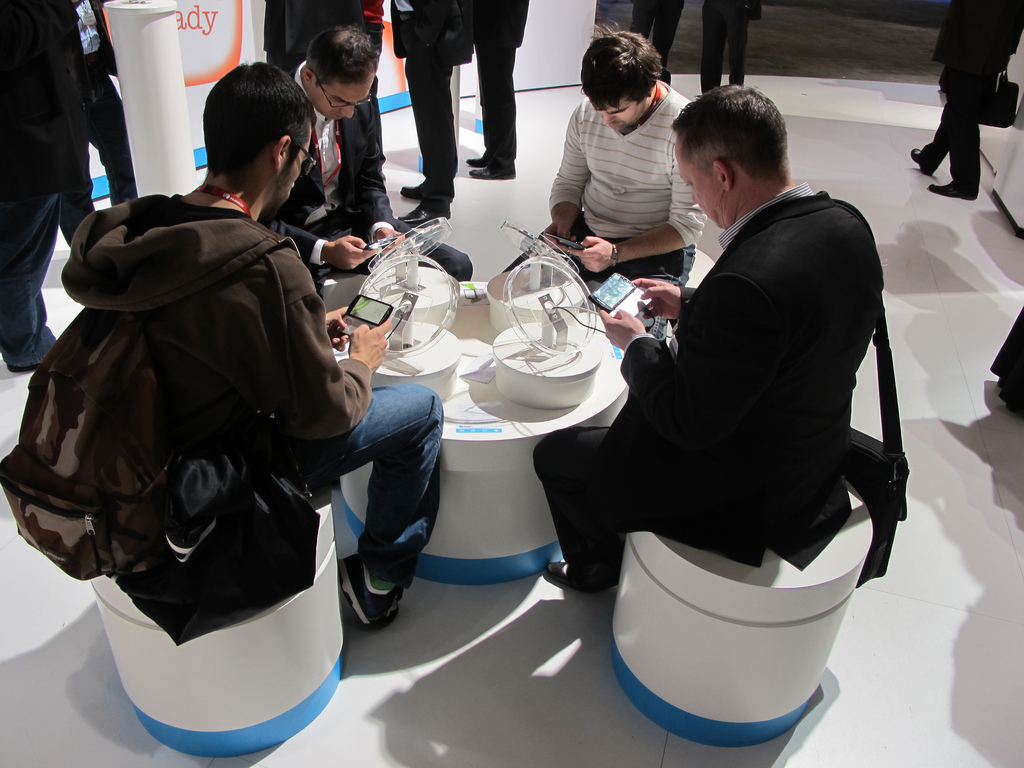
Un stand de démonstration lors du Mobile World Congress de Barcelone.

L'Xperia Play a officiellement été présenté par Sony Ericsson le 13 février au MWC de Barcelone.
Sony a indiqué que le développement du combiné n'aurait pu se faire sans l'aide de Google.
Durant la fin-mars 2011, l'opérateur Virgin Mobile proposera l'appareil en France.
L'appareil est en vente au niveau mondial depuis le 1er avril 2011. À son lancement, plus de 60 jeux tirés du catalogue PlayStation sont déjà proposés et tous sont téléchargeables gratuitement la première semaine de lancement, promotion marketing oblige.

## Réception
Les avis concernant ce smartphone sont assez mitigés, car cet appareil joue sur plusieurs segments.
En effet, le Journal du geek préfère l'Xperia arc à l'Xperia Play pour le côté simplement smartphone mais que la partie jeux est intéressante avec son clavier bien que manquant actuellement de jeux. Pour sa part, Les numériques a un avis plus positif concernant l'appareil, en indiquant le grand apport sur la partie jeux tout en ayant un petit souci d'ergonomie par rapport à une PSP classique. Clubic y voit un bon téléphone et critique l'accès aux touches L et R mais met en avant la bonne autonomie ainsi que la bonne surcouche graphique.

## Ice Cream Sandwich
Malgré plusieurs annonces promettant la mise à jour du Xperia Play vers Android Ice Cream Sandwich et la mise à disposition d'une rom beta officielle ICS, Sony renonce finalement à cette mise à jour en mai 2012, invoquant une expérience de jeu compromise. 